# María Teresa Pérez Díaz
María Teresa Pérez Díaz (Petrer, 29 juliol de 1993), és una política, periodista, funcionària i politòloga valenciana. És membre del partit Podem.
Natural de Petrer, d'una família dedicada a la indústria del calçat. Llicenciada en política mediàtica a la Universitat Complutense de Madrid, en la qual va obtenir un màster, i posteriorment va cursar un altre de Comunicació Audiovisual a la Universitat Rei Joan Carles. Posteriorment treballà com a periodista en diferents agències i mitjans de comunicació, així com al programa La Tuerka.
Amb només 23 anys va ser fitxada en l'equip d'assessors de Podemos, partit en el qual ja militava des dels seus inicis. Amb 25, en les eleccions generals del 28 d'abril de 2019 va ser elegida diputada nacional per la circumscripció d'Alacant, convertint-se en la tercera diputada més jove de la XIII Legislatura en el Congrés dels Diputats.
En la repetició electoral del 10 de novembre de 2019 no va revalidar el seu escó, no obstant això, davant la formació del primer govern de coalició de la història d'Espanya entre Unides Podem i el PSOE, va ser nomenada directora general de l'Institut de la Joventut, a proposta del vicepresident segon del Govern i ministre de Drets Socials i Agenda 2030, Pablo Iglesias, i prèvia deliberació del Consell de Ministres en la seva reunió del dia 11 de febrer de 2020. Amb 26 anys es va convertir en l'alt càrrec de govern més jove de la segona administració de Sánchez i un dels més joves de la història recent.
A nivell de partit, va ser triada com membre del Consell Ciutadà Estatal en Vistalegre III, on Pablo Iglesias va ser reelegit Secretari General, al maig de 2020. En l'assemblea autonòmica, María Teresa Pérez va entrar a formar part del Consell Ciutadà Valencià i triada per la llavors Coordinadora Autonòmica, Pilar Lima, com a part de l'executiva, ocupant la Secretaria de Relacions Institucionals i el Càrrec de portaveu de la formació.
Va ser candidata a les eleccions a les Corts Valencianes de 2023, i fou cinquena en la llista de Podem a les Eleccions al Parlament Europeu de 2024, sense obtindre representació en cap dels dos casos.
A nivell orgànic, va ser portaveu de la formació a nivell estatal, i el 2024, després de la dimissió de Pilar Lima pels resultats de 2023, fou elegida Coordinadora General de la formació a nivell valencià.